# Encomenda PAC
PAC é um serviço de encomendas não-expressas criado pela Empresa Brasileira de Correios e Telégrafos em junho de 2002. Inicialmente era voltado aos clientes que possuíam contrato com a empresa mas, em 2007, o serviço passou a ser oferecido a todos os clientes com o nome de PAC à vista, para diferenciá-lo do serviço oferecido às empresas (PAC a faturar). Neste mesmo ano, o Correio extinguiu o serviço de Encomenda Normal, que era um pouco mais barato que o PAC, porém com prazos mais dilatados.
O nome PAC é uma sigla para "Prático, Acessível e Confiável".